# 柏楊
柏 楊（はく よう）は台湾の作家。共産党の中国制圧後に台湾へ渡り、執筆を開始。小説や歴史書など多彩なジャンルの本を発表している。本名は郭 興邦で、後に郭 衣洞と改名した。

## 来歴
柏楊は1920年生まれとされる。生後まもなく母が死去し、誰も誕生を記憶している人がいなかったからである。ある人は、陰暦の9月7日に誕生したと言うが、それも定かでないという。また、出生地についても明確ではない。ただ、原籍は河南省輝県となっている。
開封、輝県で小中学時代を過ごし、開封高校に進学した。開封高校2年時に日中戦争が勃発すると、学校を辞めて軍の政治幹部の養成訓練に参加し、河南省南陽県や武昌で訓練を受けた。1938年には国民党の下の青年団体「三民主義青年団」に参与し、中央直属河南北分団主任に就いた。翌年には艾紹荷と結婚し、娘を出生している。1942年、甘粛省天水中学の2年に在学しているという偽の証明書を買い、西北区短大の統一募集に出願して、甘粛学院の法学部に合格するが、翌年にそのことがばれて除名処分を受けた。1944年には再び学歴を詐称し、「郭衣洞」という名前を使った上で、東北大学政治学科の3年に転学した。1946年に卒業した柏楊は、瀋陽で遼寧仏商業学院の助教授として教鞭を執る傍ら、反共の日刊新聞「東北青年日報」を創立する。1949年に瀋陽が共産党軍の手に落ちると北京に逃れ、北京も共産党に制圧されると上海を経て台湾に向かった。
台湾到着後は、屏東の農業の職業学校で人事員として働いたが、翌年に「中共の放送を聴いた」ために逮捕され、7ヶ月間勾留された。このことによって職を失った柏楊は、台南工業学院や樹林中学などで教師をし、その一方でこの頃から小説を書き始めた。1953年には『蝗蟲東南飛』を発表し、齊永培と結婚した。1954年に中国青年救国団総団部副組長に就任した。1957年からは成功大学副教授となり、同年冬には救国団の大会中に知り合った倪明華と恋に落ち、結婚を考えるようになった。齊永培とは離婚したものの、倪の父の猛烈な反対に遭い、父の直訴によって救国団と成功大の職を追われることとなった。しかし、2人は結婚に至った。職を失った柏楊は夕刊紙「自立晩報」の副編集長になりコラム「倚夢閒話」の執筆を開始、柔らかな筆致で時代や社会を風刺したコラムは国民に大きな評判を得た。同年には台湾芸術専科学校の教授にも就任した。1960年からは「柏楊」のペンネームの使用を始めた。また翌年には、国民党の残留孤児政策を強烈に暗示した『異域』を発表し、国民党から除籍処分を受けた。1963年には、同年に公開された香港映画「梁山伯與祝英台」の主演・凌波が台湾を訪問し、台湾中が熱狂の渦にある最中、柏楊はこの混乱を「台北狂人城」という言葉で批判した。この発言は大きな波紋を呼び、「自立晩報」には連日反対の投書が送られ、デモまで行われた。しかし、この騒ぎは柏楊の名を全国的なものとした。
柏楊は1967年から「中華日報」において連載の始まる「ポパイ（中国名・大力水手）」の翻訳を任されることとなった。しかし、1968年1月2日の掲載作において、主人公ポパイの言った「Fellows」という言葉を「全國軍民同胞們（全国の軍民同胞たち）」と訳したところ、3月4日に当局より「国家元首の侮辱」「国家転覆を狙った」との疑惑をかけられ逮捕された。検察は死刑で起訴したものの、12年の有期懲役の判決が下された。これによって翌年に齊永培から離婚され、柏楊は21日間の絶食をしたといわれている。1971年からは緑島の政治犯収容所に収容された。1975年に蔣介石が逝去したため、8年の有期懲役に減刑されるが、刑期満了になっても依然として釈放されず、1976年にアムネスティなどの人権団体の要求によってようやく釈放された。この一連の事件は「大力水手事件」と呼ばれている。獄中では『中国人史綱』『中国歴代帝王皇后親王公主世系録』『中国歴史年表』の3冊の原稿が書かれ、1977年と1979年に出版された。
出獄後は、台北の大陸問題研究センター研究員として招聘され、また中国時報、台北時報のコラムの連載を再開した。1978年、詩人の張香華と結婚した。1981年にはシンガポールの「南洋商報」の招待を受けてシンガポール、マレーシアを訪問し、帰国後『新馬港之行』を執筆した。その後も、世界各国を巡る傍ら、多くのコラム・歴史書などを書いた。1983年には司馬光の『資治通鑑』を白話化した（彼は「現代語文を訳す」と言う）『柏楊版資治通鑑』の連載を開始し、1993年までに73冊分を書き上げた。このシリーズは大きな反響を呼んだ。
また、1983年は東海大学で『醜陋的中国人』の講演を行い、翌年にアイオワ大学の国際作家の執筆計画に参加した際にアメリカ各地でも『醜陋的中国人』の講演を行い、それらを収集して1985年に出版している。同年には『柏楊版資治通鑑』が台湾全土でのベストセラーとなり、『中國人史綱』も台湾社会に影響を与えた10冊になった。
1990年からアムネスティの活動に参加するようになり、1994年にはアムネスティ中華民国総会を創立し会長に就任した。また、人権教育基金会理事長にも就任した。しかし、同年に心臓手術を行ってから、健康状態は悪化していった。2000年に中華民国総統府国策顧問に就任したものの、2006年9月には年齢と健康上の理由から断筆を宣言し、公的な場で顔を出すことはなくなった。同月に出版された『柏楊曰』の大陸版の序文が断筆の作品になった。
2008年2月24日に肺炎・呼吸不全のために入院し、2008年4月29日午前1時12分、台湾新店市の耕莘病院にて死去した。

## 作品

### 小説
- 蝗蟲東南飛（1953年）
- 周彼得的故事（1957年）
- 異域（1961年）
- 曠野（1961年）
- 莎羅冷（1962年）
- 古国怪遇記（1980年）
- 打翻鉛字架（1981年）

### 歴史書
- 中国帝王皇后親王公主世系録（1977年）
- 中国歴史年表（1977年）
- 中国人史綱（1979年）
- 皇后之死シリーズ・全三集（1980年 - 1982年）
- 帝王之死シリーズ・全二集（1983年）
- 柏楊版資治通鑑（1983年 - 1993年）

### 随筆
- 倚夢閒話
  - 玉雕集（1962年）
  - 怪馬集（1962年）
  - 堡壘集（1963年）
  - 聖人集（1963年）
  - 鳳凰集（1963年）
  - 紅袖集（1963年）
  - 立正集（1965年）
  - 牽腸集（1966年）
  - 蛇腰集（1967年）
  - 剥皮集（1967年）
- 西窗隨筆
  - 高山滾鼓集（1963年）
  - 道貌岸然集（1963年）
  - 前仰後合集（1964年）
  - 聞過則怒集（1964年）
  - 神魂顛倒集（1964年）
  - 鬼話連篇集（1965年）
  - 大智若愚集（1965年）
  - 越幫越忙集（1965年）
  - 心血來潮集（1966年）
  - 死不認錯集（1967年）
- その他
  - 鼻孔朝天集（1968年）
  - 活該他喝酪漿（1978年）
  - 按牌理出牌（1979年）
  - 大男人沙文主義（1979年）
  - 早起的蟲兒（1980年）
  - 踩了他的尾巴（1982年）
  - 奮飛（2001年）

### その他のジャンル
- 醜陋的中國人（1985年）
- 醬缸震盪（2002年）
- 我們要活得有尊嚴（2002年）

### 日本で出版された作品
- 張良沢・宗像隆幸共訳『醜い中国人 なぜ、アメリカ人・日本人に学ばないのか』（1988年、光文社）
- 金若静訳『中国人よ、お前はどんな呪いをかけられたのか』（1988年、学生社）
- 張良沢・宗像隆幸共訳『絶望の中国人 なぜ、同じ過ちを繰り返すのか』（1988年、光文社）
- 黄文雄共著『新醜い中国人「21世紀は中国人の時代」は大嘘だ』（1997年、光文社）
- 出口一幸訳　『異域　中国共産党に挑んだ男たちの物語』（2012年、第三書館）